# ヘスス・ガルバン
ヘスス・ガルバン（Jesús Galván Carrillo, 1974年10月4日 - ）は、スペイン・セビージャ出身の元サッカー選手。ポジションはDF（右ウイングバック）。

## 経歴
セビージャFCの下部組織出身。1996年3月31日のレアル・サラゴサ戦でデビューした。1997年3月8日のバレンシアCF戦で初得点した。

## 所属クラブ
- 1996-1997  セビージャFC
- 1997-1998  コルドバCF
- 1998-1999  レクレアティーボ・ウェルバ
- 1999-2003  ビジャレアルCF
- 2003-2004  デポルティーボ・アラベス
- 2004-2006  レクレアティーボ・ウェルバ
- 2006-2008  UEリェイダ

## タイトル
- レクレアティーボ・ウェルバ

セグンダ・ディビシオン 2005-2006